# Martín Fernández de Angulo
Martín Fernández de Angulo Saavedra y Luna (Córdoba, ? - ib., 21 de junio de 1516) fue un eclesiástico y jurista español. Ocupó los puestos de presidente de la Real Chancillería de Valladolid, así como obispo de Cartagena y de Córdoba.

## Biografía
Doctorado en Derecho Civil y Canónico por la Universidad de París, fue deán de la catedral de Jaén, así como arcediano de Talavera y consejero del rey Fernando II de Aragón. Martín Fernández de Angulo sucedió a Juan Ruiz de Medina como presidente de la Real Chancillería de Valladolid, aunque unos meses más tarde, el 22 de diciembre de 1508, fue nombrado obispo de Cartagena, mismo puesto que había ocupado su antecesor en la Chancillería de Valladolid. El 30 de septiembre de 1510 fue nombrado obispo de Córdoba.
Durante su obispado cordobés, ordenó al arquitecto Hernán Ruiz I la reconstrucción de las galerías del patio de los Naranjos de la Mezquita-catedral de Córdoba, así como donó una gran cantidad de libros para el cabildo eclesiástico, lo que permitió la reubicación de la librería capitular en la actual capilla del Sagrario del templo, apreciándose su escudo en el muro oriental de la capilla. Además, contrató al alemán Enrique de Arfe para la realización de la custodia procesional cordobesa.
| Predecesor: Juan Fernández de Velasco | Obispo de Cartagena 1509 – 1510 | Sucesor: Mateo de Lang   |
| Predecesor: Juan Daza                 | Obispo de Córdoba 1510 – 1516   | Sucesor: Alonso Manrique |